# Kindermann
Pour les articles homonymes, voir Kindermann (homonymie).
Kindermann est un fabricant et distributeur de vidéoprojecteurs, projecteurs de diapositives, écrans de projection, rétroprojecteurs, matériel de connectique audiovisuelle.
L'usine se trouve à Ochsenfurt (Allemagne)[réf. nécessaire].